# Mineralogical Magazine
Das Mineralogical Magazine (ISSN 0026-461X) ist eine wissenschaftliche Fachzeitschrift auf dem Gebiet der Mineralogie, Kristallographie, Geochemie, Petrologie und Geologie.
Das zweimonatlich erscheinende, peer-reviewed Magazin wird von der Mineralogical Society of Great Britain and Ireland herausgegeben und erscheint seit 1876.